# Строжиська
Строжиська (пол. Strożyska) — село в Польщі, у гміні Новий Корчин Буського повіту Свентокшиського воєводства.
Населення — 345 осіб (2011).
У 1975-1998 роках село належало до Келецького воєводства.

## Демографія
Демографічна структура на день 31 березня 2011 року:
|          | Загалом | Допрацездатний вік | Працездатний вік | Постпрацездатний вік |
| -------- | ------- | ------------------ | ---------------- | -------------------- |
| Чоловіки | 174     | 29                 | 126              | 19                   |
| Жінки    | 171     | 26                 | 88               | 57                   |
| Разом    | 345     | 55                 | 214              | 76                   |